# オスカル・ロメロ (サッカー選手)
オスカル・ダヴィド・ロメロ・ビジャマヨール（Óscar David Romero Villamayor、1992年7月4日 - ）は、パラグアイ・フェルナンド・デ・ラ・モラ出身のサッカー選手。ポジションはMF。双子の弟のアンヘル・ロメロも同じサッカー選手である。

## 経歴
15歳の時点でボカ・ジュニオルスのユースランクにいたが、筆記に問題がありクラブを続けることができなかった。
14歳のときに入団したセロ・ポルテーニョのトップチームに2011年に昇格した。
2015年1月28日、プリメーラ・ディビシオンのラシン・クラブに270万ドルで移籍した。
2018年6月22日には日本代表と対戦し、先制点を挙げたが後半に乾貴士らのゴールで2-4の逆転負けを喫した。

## 人物
弟のアンヘルは双子であり、SCコリンチャンス・パウリスタに所属している。ふたりは容姿が似ていることで知られる。